# Нехо (лунный кратер)
Не́хо (лат. Necho) — крупный ударный кратер в экваториальной области обратной стороны Луны. Название присвоено в честь древнеегипетского фараона Нехо II (610—593 до н. э.), отправившего финикийскую экспедицию вокруг Африки, и утверждено Международным астрономическим союзом в 1976 году. Образование кратера относится к коперниковскому периоду.

## Описание кратера

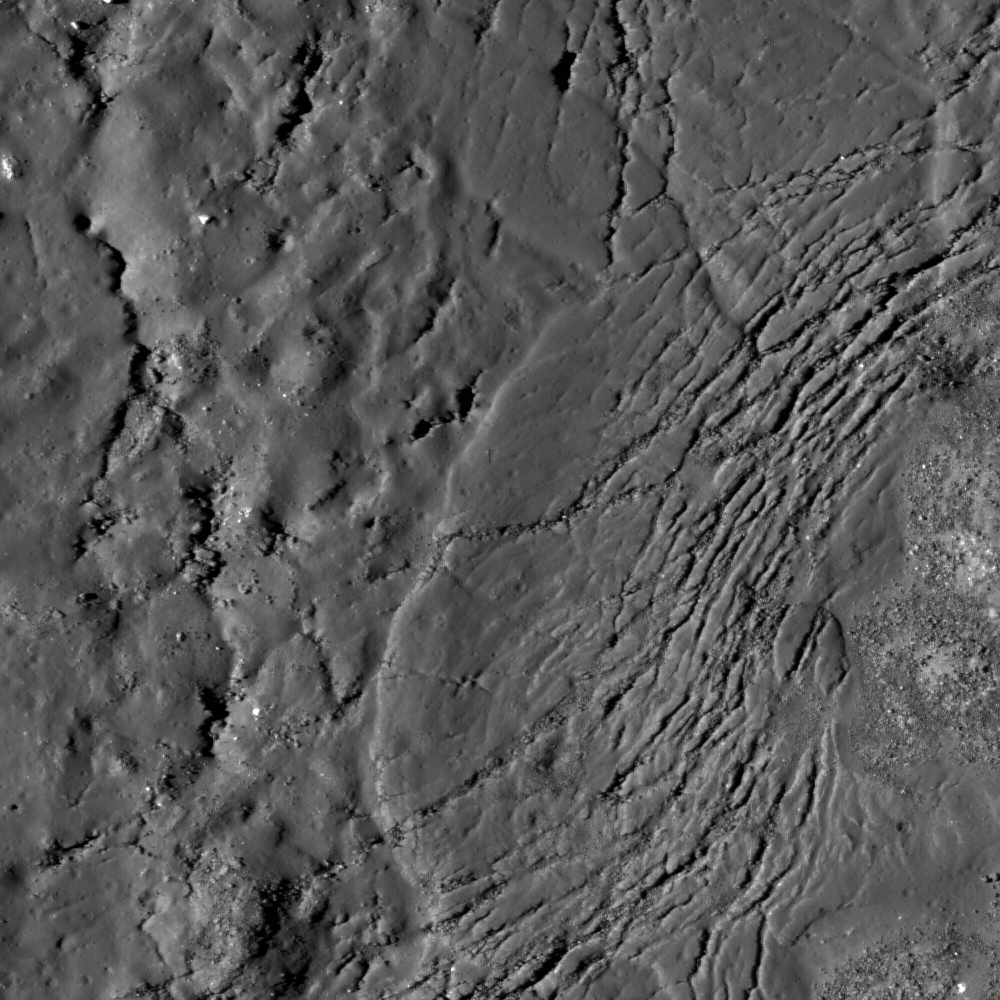
Трещины в чаше кратера Нехо. Снимок зонда Lunar Reconnaissance Orbiter. Ширина снимка 1040 м

Ближайшими соседями кратера являются кратер Везалий на западе-северо-западе; кратер Бечварж на северо-востоке; кратер Лав на востоке; кратер Перепёлкин на востоке-юго-востоке; кратер Данжон на юге и кратер Лангемак на юго-западе. Селенографические координаты центра кратера 5°15′ ю. ш. 123°14′ в. д. / 5,25° ю. ш. 123,24° в. д., диаметр 36,9 км, глубина 2,0 км.
Кратер Нехо имеет полигональную форму с небольшим выступом в юго-восточной части и практически не подвергся разрушению, располагается на юго-западной части вала большого безымянного кратера диаметром около 200 км. Вал с четко очерченной кромкой, в западной части двойной. Внутренний вал гладкий, с высоким альбедо, в западной части имеет террасовидную структуру и значительно более широкий. Высота вала над окружающей местностью достигает 920 м, объём кратера составляет приблизительно 610 км³. Дно чаши с высоким альбедо, пересечённое за исключением небольших участков в восточной и северной части, за счёт неравномерной ширины внутреннего склона центр чаши смещён к востоку. В западной части чаши расположено несколько хребтов, концентричных по отношению к западной части вала. Несколько севернее центра чаши находится группа центральных пиков и отдельных холмов. Расплав лавы в чаше кратера, образовавшийся при формировании кратера, при дальнейшем застывании покрылся сетью трещин шириной 10—15 м.
Кратер окружён областью пород с высоким альбедо, выброшенных при его образовании, диаметром в несколько диаметров самого кратера, отдельные лучи тянутся на большее расстояние.

## Сателлитные кратеры
| Нехо | Координаты                                            | Диаметр, км |
| ---- | ----------------------------------------------------- | ----------- |
| M    | 6°14′ ю. ш. 123°16′ в. д. / 6,23° ю. ш. 123,27° в. д. | 12,2        |
| P    | 6°59′ ю. ш. 122°17′ в. д. / 6,99° ю. ш. 122,28° в. д. | 75,3        |
| R    | 5°46′ ю. ш. 122°13′ в. д. / 5,77° ю. ш. 122,21° в. д. | 16,8        |
| V    | 4°35′ ю. ш. 120°53′ в. д. / 4,59° ю. ш. 120,88° в. д. | 17,2        |

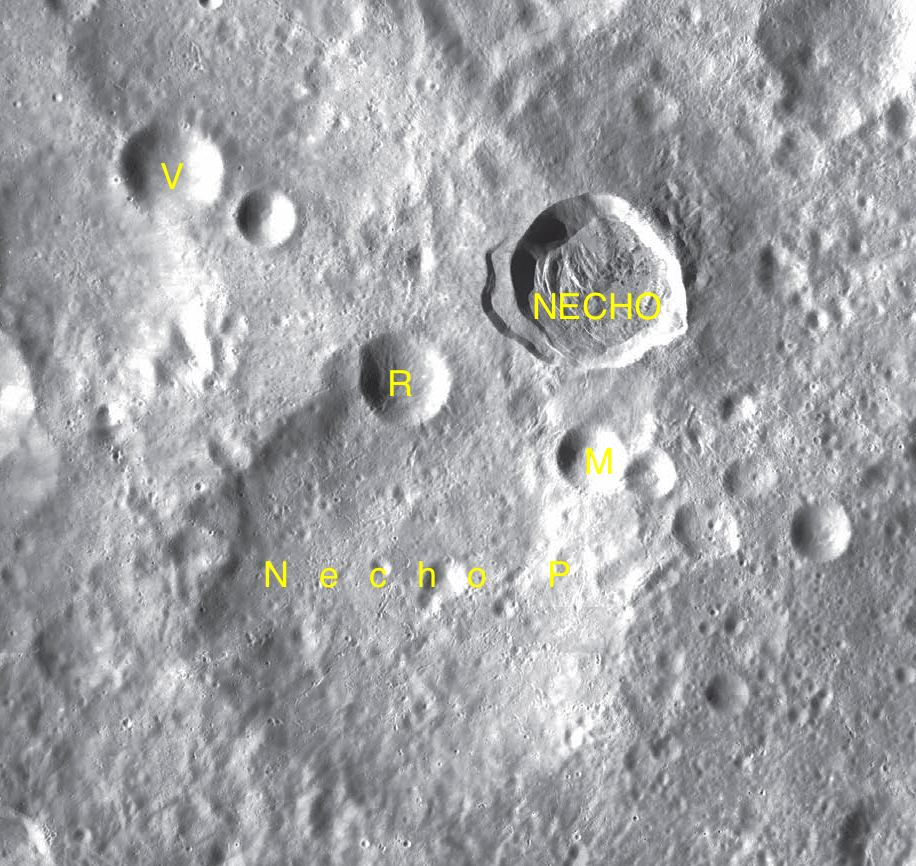
Фрагмент карты LAC-83

- Образование сателлитного кратера Нехо P относится к донектарскому периоду[1].

## Галерея

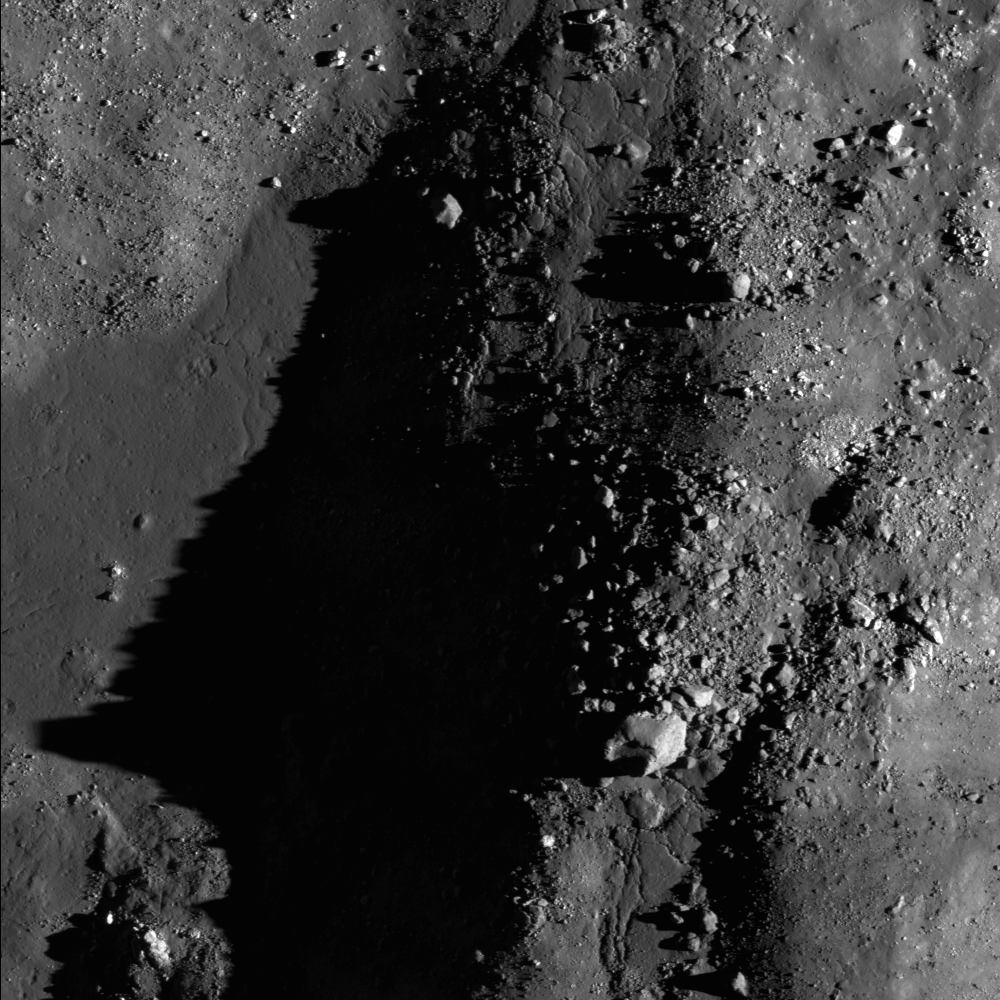
Фрагмент северо-западной части чаши кратера Нехо. Снимок Lunar Reconnaissance Orbiter. Ширина снимка около 960 м
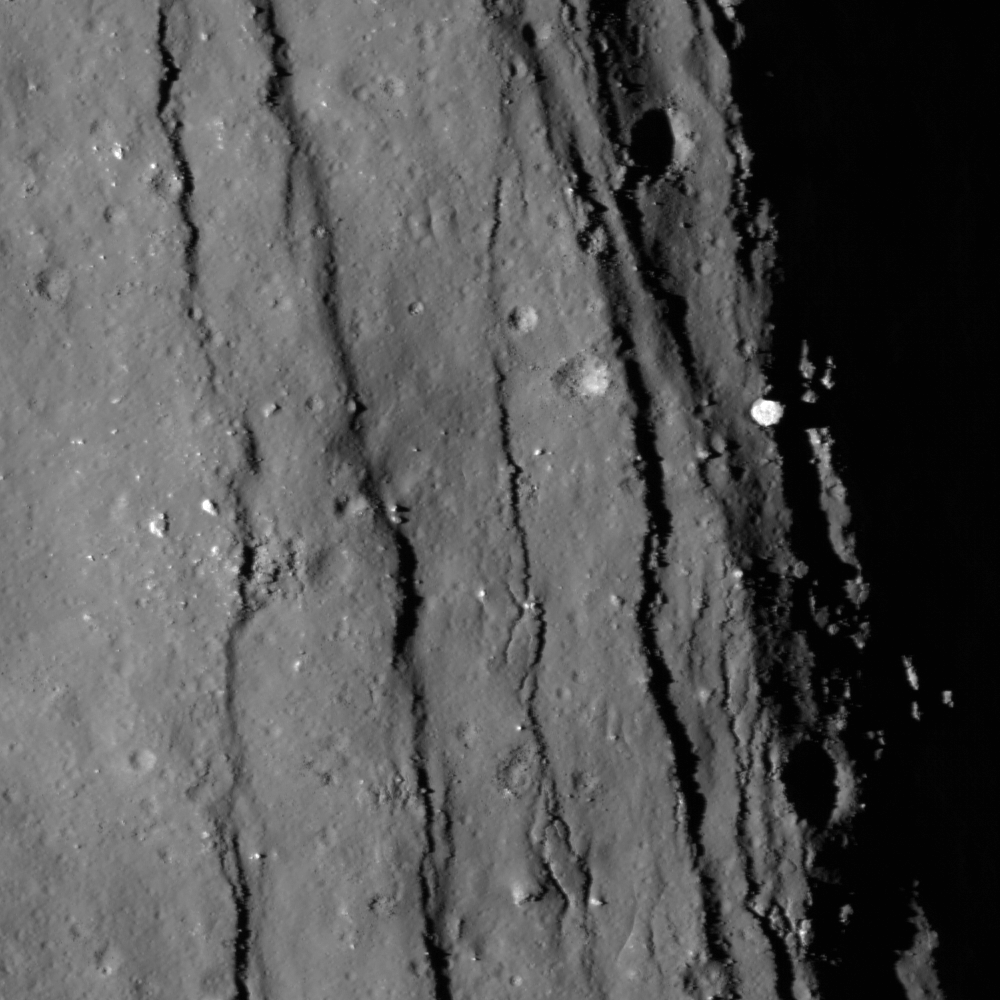
Террасовидная структура в западной части внутреннего склона кратера. Снимок Lunar Reconnaissance Orbiter. Ширина снимка около 660 м